# Мур, Джереми
Джереми Мур (англ. Jeremy Moore; 5 июля 1928 — 15 сентября 2007) — старший офицер Королевской морской пехоты Великобритании, командовал сухопутными войсками во время Фолклендской войны в 1982 году. Джереми Мур принял капитуляцию аргентинских войск на Фолклендских островах.

## Происхождение
Являлся потомственным военнослужащим. Его отцом был подполковник Чарльз Мур, а дед по отцовской линии служил в рядах линейной пехоты Йоркского и Ланкастерского полка в звании рядового. В 2016 году они были награждены Военным крестом Великобритании во время Первой мировой войны. В 1880 году его дед по материнской линии был ранен во время сражения в Эт-Тель-эль-Кебире, а затем командовал 4-м её королевского величества гусарским полком.

## Образование и карьера
Джереми Мур получил образование в средней школе Брамблти в Ист-Гринстеде, а затем продолжил обучение в колледже Челтнеме. Сделал попытку поступить на службу в Воздушные силы флота Великобритании, но получил относительно плохие оценки на экзаменах. В 1947 году поступил на службу в Королевскую морскую пехоту Великобритании, отслужив там 36 лет. После учебной части проходил службу на крейсере HMS Sirius (1940), а затем в ноябре 1950 года поступил на службу в подразделение коммандос в Британской Малайе, где в это время происходили вооружённые действия. В 1952 году был награжден Военным крестом Великобритании за доблесть в бою с коммунистическими повстанцами в малайских джунглях.
В 1954 году Джереми Мур служил начальником музыкального подразделения Королевского военно-морского флота Великобритании в графстве Кент, с 1957 по 1959 год был в адъютантом в подразделении коммандос, участвовал в операциях против подпольной организации ЭОКА на Британском Кипре, а затем преподавал в Королевской военной академии в Сандхерсте до 1962 года. Затем, передислоцирован в Королевскую Колонию Северного Борнео, где стал командиром роты коммандос. В декабре 1962 года был награжден застёжкой к Военному кресту за успешную военную операцию против повстанцев, удерживавших город Лимбанг в Саравака, сумев спусти заложников из Великобритании и Австралии. Джереми Мур и его подразделение были переправлены через реку лейтенантом Королевского флота Джереми Блэком, который затем командовал HMS Invincible (R05) в Фолклендской войне.
С 1963 по 1964 год проходил обучение в Военном колледже австралийской армии, а в 1965 году поступил на службу в 17-ю гуркхскую дивизию на Борнео, где участвовал в столкновениях с индонезийскими повстанцами. С 1966 по 1968 год служил помощником секретаря комитета начальников штабов Министерства обороны Великобритании, а с 1968 по 1969 год проходил службу на авианосце типа «Центавр» HMS Bulwark (R08).
В 1980-е годы Джереми Мур командовал подразделением коммандос в боях против сил Временной Ирландской республиканской армии (ИРА) в Нью-Лодже, Белфаст. В 1971 году получил звание подполковника, участвовал в военных операциях в Северной Ирландии (в том числе в операции «Мотормэн») с целью ликвидации «запретных зон» (территорий контролируемых вооружёнными отрядами ирландских националистов). В 1973 году был награжден Орденом Британской империи.
С 1973 по 1975 год руководил музыкальным подразделением Королевского военно-морского флота Великобритании, а затем учился в Королевском колледже оборонных наук в 1976 году. В 1977 году был назначен командиром 3-й бригадой коммандос, а в 1979 году получил звание генерал-майора и стал руководителем Королевской морской пехоты Великобритании. В 1982 году был награжден Орденом Бани и планировал уйти в отставку, но комендант Королевской морской пехоты генерал-лейтенант Стюарт Прингл был тяжело ранен в результате взрыва бомбы, заложенной ирландскими националистами. Джереми Мур решил остаться на военной службе на больничный период Стюарта Прингла.
2 апреля 1982 года Аргентина осуществила вторжение на Фолклендские острова. Джереми Мур был введен в руководящий состав тактической группы в Нортвуде, а затем переведен на командование сухопутными войсками Великобритании в Фолклендской войне. Его штабную должность занял генерал-лейтенант Ричард Трант. Джереми Мур сменил бригадного генерала Джулиана Томпсона на должности командира сухопутных войск и 30 мая 1982 года достиг Фолклендских островов на HMS Antrim (D18). Джереми Мур принял к руководству план Джулиана Томпсона и британские солдаты, в отсутствии достаточного количества вертолетов и сопротивлении аргентинских военнослужащих, сумели одержать победу. 14 июня 1982 года Джереми Мур принял капитуляцию аргентинского генерала Марио Менендеса в Порт-Стэнли.
11 октября 1982 года Джереми Мур стал Рыцарем-командором в знак признания его заслуг в военных операциях в Южной Атлантике и покинул военную службу в 1983 году. Он стал работать генеральным директором Food Manufacturers Federation, но ушел 18 месяцев спустя. Позже собирал деньги на исследования заболеваний печени после трансплантации печени. С 1990 по 1993 год полковником-комендантом Королевской морской пехоты Великобритании и 17 июня 2007 года участвовал в конном параде в Мэлле по случаю 25-й годовщины Фолклендской войны.

## Семья
В 1966 году женился на Вериане Мур, у пары было две дочери и сын. В последние годы жизни Джереми Мур страдал от артрита и рака простаты, скончался 15 сентября 2007 года в возрасте 79 лет.